# Hyperphyscia granulata
Hyperphyscia granulata är en lavart som först beskrevs av Poelt, och fick sitt nu gällande namn av Moberg. Hyperphyscia granulata ingår i släktet Hyperphyscia och familjen Physciaceae.   Inga underarter finns listade i Catalogue of Life.